# Santuario de Nuestra Señora de la Ghianda
El Santuario de Nuestra Señora de la Ghianda se encuentra en Mezzana Superiore en la localidad italiana de Somma Lombardo (provincia de Varese, región de Lombardía).

## Leyenda
Cuenta la leyenda que en el siglo XIII,  una pastorcita sorda y muda que solía descansar a la sombra de un roble mientras vigilaba a las ovejas de su padre, no podía oír el sonido de la campana pero como veía el movimiento se aprontaba para regresar. Una mañana, mientras la pastorcita estaba llegando al roble vio una gran luz y se quedó estática.
Por entre las ramas se le aparició una señora vestida de azul que le habló suavemente: "Vuelve a tu aldea; llama a tu padre". La pastorcita corrió a la casa presa de una tremenda conmoción, le contó a su padre el suceso y lo invitó a seguirla. Padre e hija, con un grupo de gente que había escuchado la noticia, fueron al roble donde las ovejas seguían pastando indiferentes.
La señora había desaparecido pero había dejado el testimonio de su milagrosa presencia; la pastorcita antes sorda y muda, ahora hablaba y oía, y contaba a todos su extraordinaria aventura. La manifestación milagrosa de Mezzana conmocionó a toda la zona y dio motivo a la invocación de Santa María de la Ghianda o Nuestra Señora de la Bellota.
La fiesta de Nuestra Señora de la Ghianda se celebra cada 3 de octubre.